# 卡尔平
卡尔平（德語：Carpin）是德国梅克伦堡-前波美拉尼亚州的市镇，隶属于梅克伦堡湖区县。总面积为64.11平方千米，截至2023年12月31日总人口为812人。